# Роберт Ілатов
Роберт Ілатов (івр. רוברט אילטוב, нар. 12 листопада 1971, Андижан, Узбецька РСР) — ізраїльський політик, депутат Кнесету 17—20 скликань, член політичного об'єднання «Лікуд — Наш дім Ізраїль» («Лікуд — НДІ»).

## Біографія
Роберт Ілатов народився 12 листопада 1971 року в сім'ї бухарських євреїв у місті Андижан Узбецької РСР, де і минуло його дитинство. У 1985 році репатріювався в Ізраїль і оселився в Нетанії. Закінчив 12 класів середньої школи імені Черніховського і коледж при Тель-Авівському університеті.

### Трудова діяльність
З 2003 до 2006 року Роберт Ілатов обіймав посаду заступника мера Нетанії, очолював муніципальну комісію з абсорбції, був уповноваженим з питань транспорту, стоянок і міських інформаційних систем. З 2000 до 2006 року в лікарні «Ланіадо» — відповідальний за зв'язки з громадськістю.

### Кар'єра в партії та політиці
Політична кар'єра Ілатова розпочалася в лавах партії «Ісраель ба-Алія» у 1997 році, від якої і пройшов до муніципальної ради міста Нетанія на муніципальних виборах 1998 року. Після виборів перейшов у партію «Наш дім Ізраїль». 
Був депутатом Кнесету 17-го, 18-го і 20-го скликання від партії «Наш дім Ізраїль», 19-го скликання — від політичного об'єднання «Лікуд — Наш дім Ізраїль».
На виборах 2006 року Роберт Ілатов дев'ятим номером у партійному списку партії «Наш дім Ізраїль» балотується до Кнесету 17-го скликання і стає депутатом. А з 25 лютого 2007 року він голова парламентської фракції НДІ в кнесеті. У Кнесеті 19-го скликання був головою дружнього парламентського українсько-ізраїльського об'єднання.

## Особисте життя
Дружина, Ірина Ілатова, репатріювалася до Ізраїлю з Мінська. Вона випускниця Мінського інституту фізичної культури і майстер спорту з художньої гімнастики. Працює в педагогічному центрі при мерії Нетанії. Роберт та Ірина познайомилися 1999 року — вони разом працювали в муніципалітеті. Сини — Давид, 2001 року народження, і Аріель, 2010 року народження.
У Роберта Ілатова — два молодших брати.
Проживає з сім'єю в Нетанії.

## Нагороди
- Орден «Дружба» (28 грудня 2017 року, Азербайджан) — за заслуги в розвитку дружніх зв'язків між народами Азербайджану та Ізраїлю[4].